# Deklaracija o načelih strpnosti
Deklaracija o načelih strpnosti je dokument, ki ga je sprejela organizacija UNESCO na 28. zasedanju Generalne konference 16. novembra 1995.
Kot je zapisano v preambuli, je deklaracija nastala kot odgovor na vzpon dejanj nestrpnosti, nasilja, terorizma, ksenofobije, agresivnega nacionalizma, rasizma, antisemitizma, izključevanja, marginalizacije in diskriminacije, ki so uperjena proti nacionalnim, etničnim, verskim in jezikovnim manjšinam, beguncem, priseljenim delavcem, priseljencem in ranljivim skupinam znotraj družb, kot tudi dejanj nasilja in ustrahovanja, ki so zagrešena nad posamezniki, ki uveljavljajo svojo svobodo mišljenja in izražanja – vse to ogroža utrjevanje miru in demokracije tako na nacionalni kot mednarodni ravni in predstavlja ovire pri razvoju obenem pa izpostavi tudi odgovornost držav članic, da razvijajo in spodbujajo spoštovanje človekovih pravic in temeljnih svoboščin za vse, brez razlikovanja glede na raso, spol, jezik, nacionalno poreklo, veroizpoved ali invalidnost, in da se borijo proti nestrpnosti.
Deklaracijo je sestavljena iz preambule, šestih členov (1. člen – Opredelitev strpnosti, 2. člen – Državni nivo, 3. člen – Socialne dimenzije, 4. člen – Izobraževanje, 5. člen – Zaveza k delovanju, 6. člen – Mednarodni dan strpnosti) ter zaključnega dela (Izvajanje Deklaracije o načelih strpnosti).
V 6. členu deklaracije je UNESCO razglasil 16. november za mednarodni dan strpnosti.